# Hartmut Koschyk

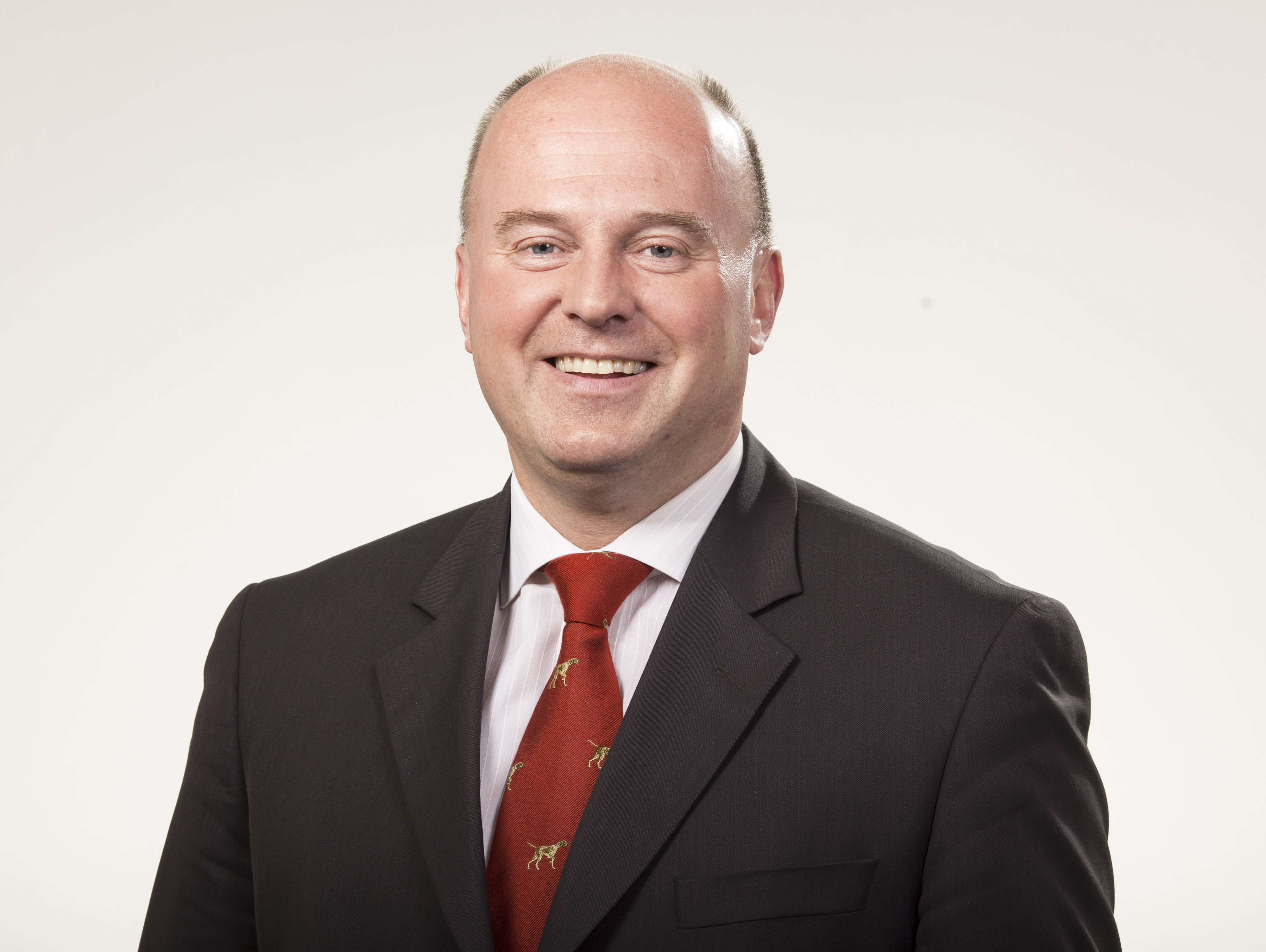
Hartmut Koschyk (2012)

Hartmut Koschyk (* 16. April 1959 in Forchheim) ist ein deutscher Politiker (CSU) und ehemaliger Bundestagsabgeordneter. Von 2009 bis 2013 war er Parlamentarischer Staatssekretär beim Bundesminister der Finanzen. Zuvor war er von 2005 bis 2009 Parlamentarischer Geschäftsführer der CSU-Landesgruppe im Deutschen Bundestag. Von 2014 bis 2017 war Koschyk Beauftragter der Bundesregierung für Aussiedlerfragen und nationale Minderheiten.

## Leben
Koschyks Eltern stammten aus Oberschlesien. Er besuchte den humanistischen Zweig des Herder-Gymnasiums Forchheim. Nach dem Abitur 1978 trat er als Offizieranwärter in die Bundeswehr ein, aus der im Jahr 1983 ausschied. Er ist  Oberstleutnant der Reserve (Heer).
Im Jahr 1978 trat Koschyk in die CSU und in die Junge Union ein. 1983 bis 1987 war er wissenschaftlicher Mitarbeiter des CDU-Bundestagsabgeordneten Helmut Sauer (Salzgitter) im Deutschen Bundestag in Bonn, daneben studierte er Geschichte und Politische Wissenschaft an der Universität Bonn.
Aufgrund seines ehrenamtlichen Engagements im Jugendverbandsbereich der Vertriebenen, u. a. als Bundesvorsitzender der Schlesischen Jugend, wurde er 1987 mit erst 28 Jahren zum Generalsekretär des Bundes der Vertriebenen berufen. Dieses Amt übte er bis 1991 aus.
Im Dezember 2018 wurde Koschyk zum Vorsitzenden des Aufsichtsrates der SeniVita gewählt. Nachdem das Unternehmen 2021 Insolvenz anmeldete, wurde im November 2022 gegen Koschyk und die anderen Aufsichtsratsmitglieder ein Verfahren wegen des Verdachts der Untreue eröffnet. Bereits 2021 hatte es deswegen eine Hausdurchsuchung bei Koschyk gegeben.
Hartmut Koschyk ist seit 1986 verheiratet; das Ehepaar hat drei Kinder. Die Familie wohnte von 1995 bis 2006 in der Gemeinde Bindlach im Landkreis Bayreuth. Mittlerweile bewohnt die Familie das von ihr u. a. mit Denkmalschutzmitteln in Höhe von 1,4 Millionen Euro restaurierte Schloss Goldkronach.

## Partei
Koschyk trat 1978 in die CSU ein. Er wurde 1997 stellvertretender Bezirksvorsitzender der CSU Oberfranken und 1999 Kreisvorsitzender der CSU im Landkreis Bayreuth. Von 1999 bis 2018 war er Vorsitzender der Bundeswahlkreiskonferenz im Bundeswahlkreis Bayreuth-Forchheim. Als Parlamentarischer Geschäftsführer der CSU-Landesgruppe im Bundestag wurde Koschyk in den CSU-Landesvorstand kooptiert. Daneben ist er Mitglied des CSU-Parteipräsidiums, Vorsitzender der Antragskommission der CSU-Parteitage und der CSU-Parteiausschüsse.
Seit 2002 gehört Koschyk dem Kreistag des Landkreises Bayreuth an.

## Abgeordneter
Hartmut Koschyk wurde bei der Bundestagswahl 1990 über die Landesliste Bayern in den Bundestag gewählt. Bei den darauffolgenden Bundestagswahlen wurde er stets direkt als Abgeordneter des Wahlkreises Bayreuth gewählt.

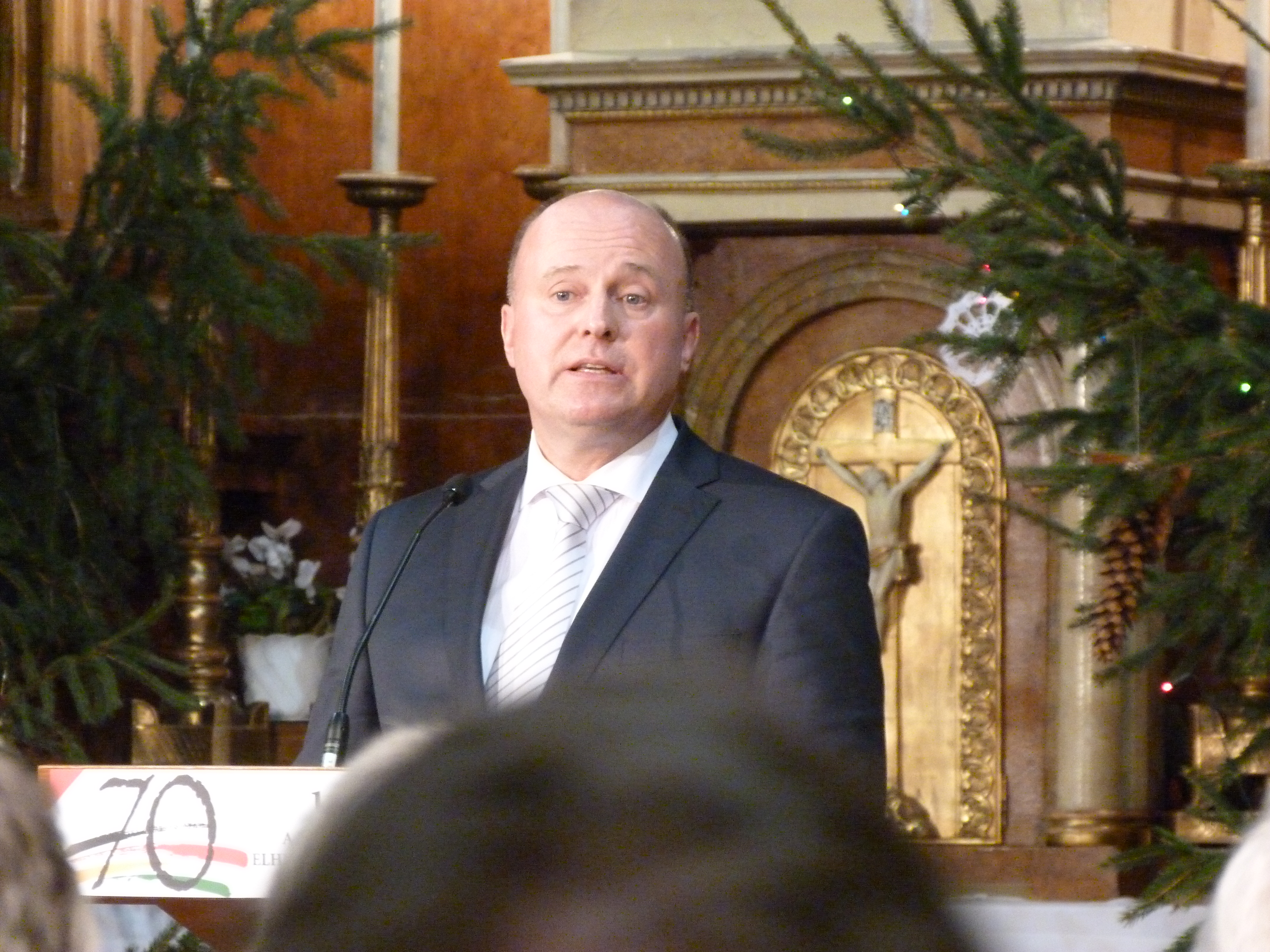
Hartmut Koschyk – 2016

In den Jahren 1990 bis 2017 war Koschyk Mitglied des Deutschen Bundestages. Von 1990 bis 2002 war er Vorsitzender der Arbeitsgruppe Vertriebene und Flüchtlinge und von 2002 bis 2005 der Arbeitsgruppe Innen der CDU/CSU-Bundestagsfraktion. Am 17. Oktober 1991 stimmte Koschyk im Bundestag gegen die Anerkennung der Oder-Neiße-Linie als endgültige Grenze zwischen der Bundesrepublik Deutschland und der Republik Polen.
Am 26. April 2002 wurde eine von Erwin Marschewski, Hartmut Koschyk und Norbert Geis verfasste polemische Erklärung zur Änderung des geplanten neuen Waffengesetzes der damaligen Koalition aus SPD und Grünen auf der Homepage der CDU veröffentlicht. Auf Grund des Amoklaufs von Erfurt am selben Tag wurde diese Presseerklärung später von der Internet-Seite der CDU-Fraktion zurückgezogen. Die Pressesprecherin Ilse Falk erklärte, dass sich die Polemik der Parteienauseinandersetzung zu diesem Thema nunmehr verbiete.
Am 28. November 2005 wurde Koschyk zum Parlamentarischen Geschäftsführer der CSU-Landesgruppe im Deutschen Bundestag und zugleich zum Stellvertreter des Ersten Parlamentarischen Geschäftsführers der CDU/CSU-Bundestagsfraktion gewählt.
Von 2009 bis 2013 war er als Parlamentarischer Staatssekretär beim Bundesminister der Finanzen tätig.
Zuletzt war er im Bundestag Vorsitzender der Deutsch-Koreanischen Parlamentariergruppe., deren Vorsitz er bereits von 1998 bis 2009 innehatte. Bei der Bundestagswahl 2017 trat er nicht mehr an.

## Ehrenämter
- Von 1994 bis 2014 Bundesvorsitzender des Vereins für Deutsche Kulturbeziehungen im Ausland, St. Augustin.[16][17][18]
- Stiftungsratsvorsitzender der Stiftung Verbundenheit mit den Deutschen im Ausland, St. Augustin.[19][20][21]
- Stellv. Stiftungsratsvorsitzender der Bundesstiftung zur Aufarbeitung der SED-Diktatur, Berlin.[22]
- Mitglied des Kuratoriums der Stiftung Archiv der Parteien und Massenorganisationen der DDR, Berlin.[23]
- Mitglied im Stiftungsrat der Stiftung Berliner Schloss – Humboldtforum, Berlin
- Mitglied im Stiftungsrat des Jüdischen Museum Berlin.[24]
- Bis 2007 Vorsitzender der THW-Landesvereinigung Bayern e. V., München.[25]
- Bis 2009 Mitglied des Beirates Stiftung Hänsel und Gretel, Hilfe und Geborgenheit für missbrauchte Kinder, Karlsruhe
- Ehrenpräsident der Deutsch-Koreanischen Gesellschaft in Deutschland e. V., Bonn
- Seit 2003 Stellv. Vorsitzender des Vereins Fischregion Oberfranken e. V., Bamberg
- Seit 2002 Stellvertretender Vorsitzender der Kultur- und Sozialstiftung Internationale Junge Orchesterakademie (IJOA), Bayreuth.[26]
- Ehrenvorsitzender der Deutsch-Kroatischen Gesellschaft e. V., Bonn
- Von 1995 bis 2006 war Hartmut Koschyk Vorsitzender des Theatersommers Fränkische Schweiz.[27]
- Von 2003 bis März 2007 Vorsitzender der Teichgenossenschaft Oberfranken KdÖR, Creußen.[28]
- Stellv. Vorsitzender der Deutschen Gesellschaft e. V.[29]

## Ehrungen und Auszeichnungen
- 2003 Ehrenzeichen des Technischen Hilfswerks in Silber für seine Verdienste als Vorsitzender des Fördervereins
- 2005 Verdienstkreuz am Bande des Verdienstordens der Bundesrepublik Deutschland[30]
- 2008 Bayerischer Verdienstorden[30]
- 2012 südkoreanischer Erste-Klasse-Orden für besondere diplomatische Verdienste in Form der „Gwanghwa-Medaille“
- 2015 Offizier des Verdienstordens der Republik Ungarn
- 2017 Menschenrechtspreis der Sudetendeutschen Landsmannschaft
- 2017 Ehrennadel in Gold des Demokratischen Forums der Deutschen im Banat
- 2017 Stern von Rumänien
- 2017 Ehrenmedaille in Gold des Landkreises Bayreuth[30][31]
- 2019 Großes Goldenes Ehrenzeichen für Verdienste um die Republik Österreich